# 開放內容
開放內容（英語：或）是個新词，於1998年由大衛·威立（David Wiley）創立，指他人可以複製或修改的原創作品。該名詞源自於開放源碼與軟體相關的概念。

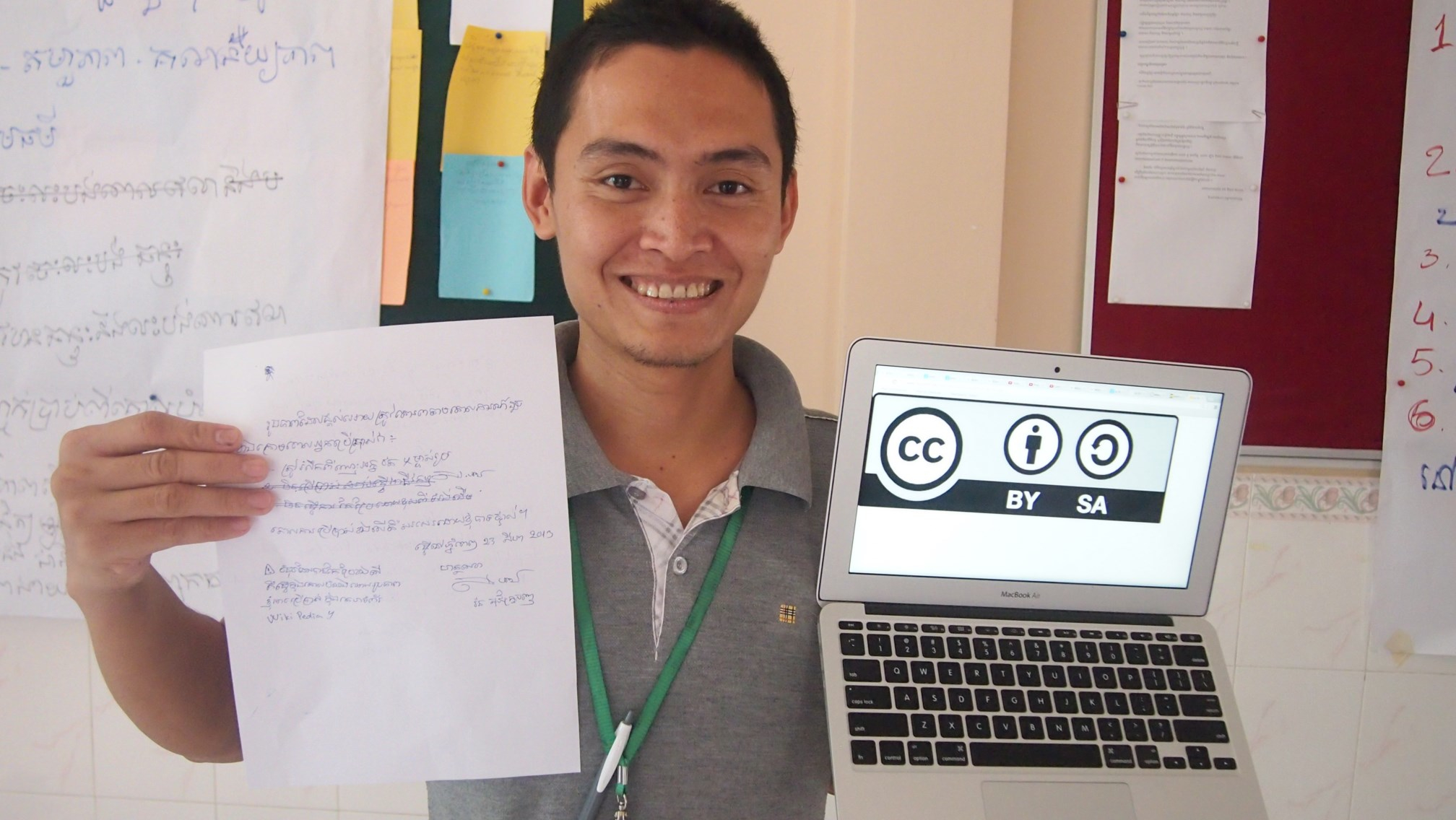
屏幕中主人公左手上的是的标志是创作共用（CC）授权，而他右手上的文件表明该图像是开放内容。

威立第一次使用開放內容这个词時，指的是採用開放內容授權（一个非自由的相同方式共享许可，参见下面的“自由内容”）或其他類似授權的作品内容的开放性可以根据“5R框架"，在不違反著作權法的前提下，基于内容的再利用、修改、混合及再散布的程度来评估。。開放內容與開放源碼或自由內容的不同之處為，一件作品想要具有開放內容的资格没有明确的门槛。
雖然，開放內容被視為著作權的對立面，開放內容许可证依赖著作權人许可他人使用其作品的权力。

## 定义
OpenContent网站曾经将开放内容定义为“在一个类似开源与自由软件社区使用的许可证下，可供修改、使用和再分发（的内容）”。然而，这样的定义会把开放内容许可证（OPL）自身排除在外，因为该许可证禁止“对[开放内容]自身收费”，但此权利是自由和开源软件许可证的要求。
因此这个词改变了定义。开放内容协议“给用户提供自由、永久地从事5R活动的许可”。
OpenContent网站上提出了5R，作为评估什么内容是开放的一个框架。

1. 持有（Retain）——制作、拥有和支配该内容副本的权利（例如，下载、保存和管理）
2. 再利用（Reuse）——以更广泛的方式使用该内容的权利（例如，在课堂上、研究小组中、网站上、视频中）
3. 修改（Revise）——适应、调整、修改或改变内容本身的权利（例如，将内容翻译成另一种语言）
4. 混合（Remix）——把原始和原创或修改过的内容合并起来，创造新东西的权利（例如，将内容混搭）
5. 再分发（Redistribute）——共享原创内容、你的修改或你与他人混合后的内容的权利（例如，把内容的副本给朋友）

这个更广泛的定义将开放内容和开源软件区分开来，因为后者必须可供公开商业使用。但它和一些开放教育资源的定义相似，开放教育资源包括非商业和逐字复制许可证下的资源。
開放定義旨在定义开放内容和开放知识，大量借鉴开源定义；它保留开放内容狭义上作为自由内容。

## 开放获取
“开放获取”（open access）是指对内容的免费访问，主要包括经过同行评审的学术期刊文章。一些开放获取作品也许可用于再利用和再分发，这将使他们的开放内容。

## 開放內容與教育
過去十年來，開放內容已經成為高等教育的另一條路。傳統大學的費用昂貴，且仍不斷在調漲之中。開放內容提供免費獲取高等教育的管道，且「聚焦於集體知識以及學習與學術內容的分享與再利用」。現在全世界有許多推廣開放內容學習的專案與組織，例如開放式課程導入計畫、謝勒基金會以及可汗學院。部分大學，例如麻省理工學院、耶魯大學以及塔夫茨大學正在規劃在網路上免費開放她們的學校課程。

### 教科書
教科書產業是開放內容在教育產業中可以造成最大影響的一塊。在過去，因為出版商習慣不斷推出更新版本，教科書價格不但昂貴，同時資訊內容也很容易過時或不便對照。開放內容教科書因為其在網路上容易更新的特質，可以協助解決這類問題。同時使用開放授權以及維持線上也對老師們的幫助很大，因為這樣一來老師便可以依照自己的課程需求來編修教學資源。目前也有許多組織正在推廣開放授權教科書的產出，例如開放教科書計畫、Connexions, 謝勒基金會開放教科書大挑戰 （页面存档备份，存于）（英文）以及維基教科書。
想了解更多與教育或教科書的開放內容相關資訊，可參考以下條目：開放教育資源。

## 许可协议
根据OpenContent网站上开放内容目前的定义，任何一般的免版税的版权许可证将有资格作为一个开放许可证，因为它“为用户提供的权利种类比通常法律允许的更多。这些权限免费授予用户。”
然而，狭义定义有效地将开放内容限制到了自由内容的范畴；任何自由内容许可证都有资格作为开放内容许可证。根据这个狭义标准，以下仍在维护的许可证具有资格：
- 知识共享（仅署名、署名-相同方式共享和CC0）
- 出版开放许可证（英语：Open Publication License）（开放内容计划的原许可协议，开放内容许可证由于不允许以营利为目的复制授权的作品，因此不具资格）
- 反DRM许可证（英语：Against DRM license）
- GNU自由文档许可证
- 游戏开放许可证（英语：Open Game License）
- 自由艺术许可证